# Pleurocladopsis simulans
Pleurocladopsis simulans är en bladmossart som först beskrevs av Caro Benigno Massalongo, och fick sitt nu gällande namn av Rudolf Mathias Schuster. Pleurocladopsis simulans ingår i släktet Pleurocladopsis och familjen Schistochilaceae. Inga underarter finns listade i Catalogue of Life.